# Kibbutz

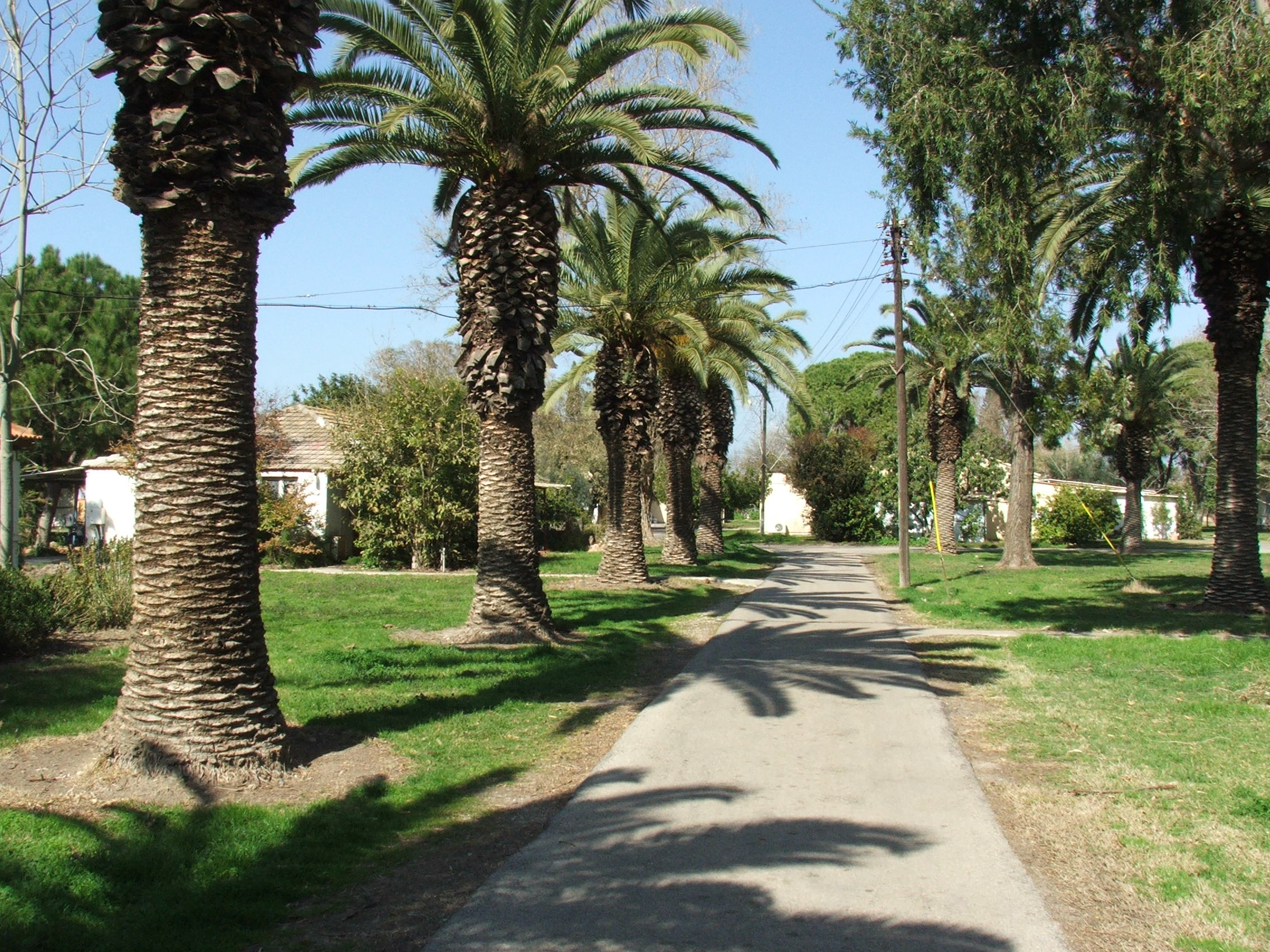
Kibbutz Kfar Masaryk

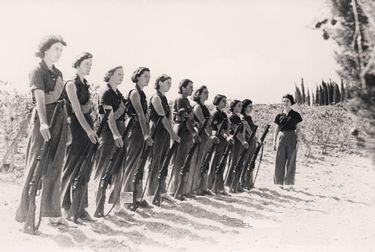
Kibbutznikiyot (female Kibbutz members), training at Mishmar HaEmek during the 1948 Palestine war

Một kibbutz nghĩa là Công xã hiện đại kiểu Israel (sinh hoạt, làm việc chung; không tài sản riêng), khác với Moshav tức là Hợp tác xã (gia đình vẫn là đơn vị cốt lõi của xã hội, tham gia hợp tác với nhau trong sinh hoạt, sản xuất).
Một kibbutz (vùng đất định cư) (tiếng Hebrew: קִבּוּץ / קיבוץ, nghĩa là "tụ tập) là một cộng đồng tập thể ở Israel theo truyền thống dựa vào nông nghiệp. Khu đất định cư đầu tiên, được thành lập vào năm 1909, là Degania. Ngày nay, nông nghiệp đã bị thay thế một phần của các ngành kinh tế khác, bao gồm cả các nhà máy công nghiệp và các doanh nghiệp công nghệ cao. Kibbutzim đã bắt đầu như các cộng đồng utopia, một sự kết hợp của chủ nghĩa xã hội và Chủ nghĩa phục quốc Do Thái. Trong những thập kỷ gần đây, một số kibbutzim đã được tư nhân hóa và những thay đổi đã được thực hiện trong lối sống cộng đồng. Một thành viên của một vùng đất định cư được gọi là một kibbutznik (tiếng Hebrew: קִבּוּצְנִיק).
Trong năm 2010, đã có 270 kibbutzim ở Israel. Nhà máy và nông trại của họ chiếm tới 9% sản lượng công nghiệp của Israel, trị giá 8 tỷ USD, và 40% sản lượng nông nghiệp, trị giá trên 1,7 tỷ $. Một số Kibbutzim cũng đã phát triển đáng kể công nghệ cao và các ngành công nghiệp quân sự. Ví dụ, trong năm 2010, Kibbutz Sasa, có khoảng 200 thành viên, tạo ra 850 triệu USD doanh thu hàng năm từ ngành công nghiệp quân sự-chất dẻo của nó.